# (23538) 1993 TM15
A (23538) 1993 TM15 a Naprendszer kisbolygóövében található aszteroida. Eric Walter Elst fedezte fel 1993. október 9-én.